# Tune Kirke
Tune Kirke ligger i Tune Sogn i Greve Kommune. Den er fra omkr. 1110 og bygget af sten fra Stevns Klint. Døbefonden er hugget i granit.

## Historie
Tekst mangler, hjælp os med at skrive teksten

## Kirkebygningen
- Klokketårn

## Interiør
Tekst mangler, hjælp os med at skrive teksten

## Eksterne kilder og henvisninger
- Wikimedia Commons har flere filer relateret til Tune Kirke
- Roskildekirkerne Arkiveret 13. juli 2006 hos  Wayback Machine
- Tune Kirke hos KortTilKirken.dk
- Tune Kirke hos danmarkskirker.natmus.dk (Danmarks Kirker, Nationalmuseet)
- Kirkens websted